# Nordra Gissøya
Nordra Gissøya est une île norvégienne du comté de Hordaland appartenant administrativement à Bømlo.

## Description
Rocheuse et couverte d'une légère végétation, elle s'étend sur environ 1,9 km de longueur pour une largeur approximative de 648 m.